# الإقلاع والهبوط
يمكن أن يكون للطائرات طرق مختلفة للإقلاع والهبوط (take off and land). تتسارع الطائرات التقليدية على أرضية حتى يتم توليد قوة رفع كافية للإقلاع، وعكس العملية الهبوط. يمكن لبعض الطائرات أن تقلع بسرعة منخفضة، ويسمى هذا إقلاع قصير. يمكن لبعض الطائرات مثل طائرات الهليكوبتر وطائرات هارير جامب القدرة علىالإقلاع والهبوط عموديًا. عادةً ما تنطلق الصواريخ عموديًا، لكن بعض التصميمات يمكن أن تهبط أفقيًا.

## إقلاع وهبوط أفقي

### الطائرات

#### إقلاع وهبوط تقليدي (CTOL)

##### إقلاع
الإقلاع هو مرحلة التحليق التي تمر فيها المركبة الجوية بمرحلة انتقالية من التحرك على الأرض (التاكسي) إلى الطيران في الهواء، وعادة ما تبدأ على مدرج. بالنسبة للبالونات والمروحيات وبعض الطائرات المتخصصة ذات الأجنحة الثابتة (طائرات إقلاع وهبوط عمودي (VTOL) مثل هارير)، لا حاجة إلى مدرج. الإقلاع هو عكس الهبوط.

##### هبوط

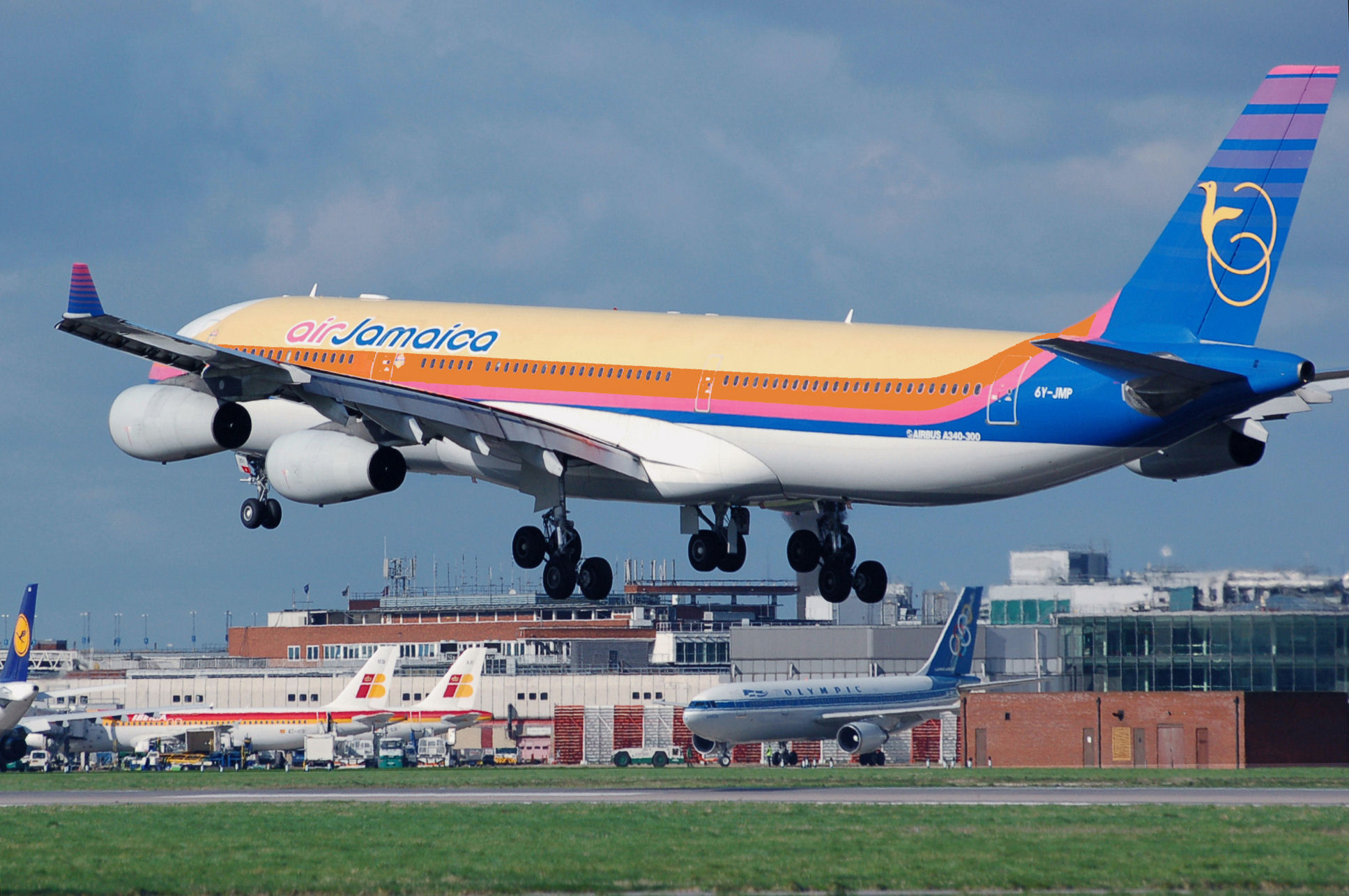
طائرة في مطار هيثرو بلندن (طيران جامايكا إيرباص إيه 340-300)

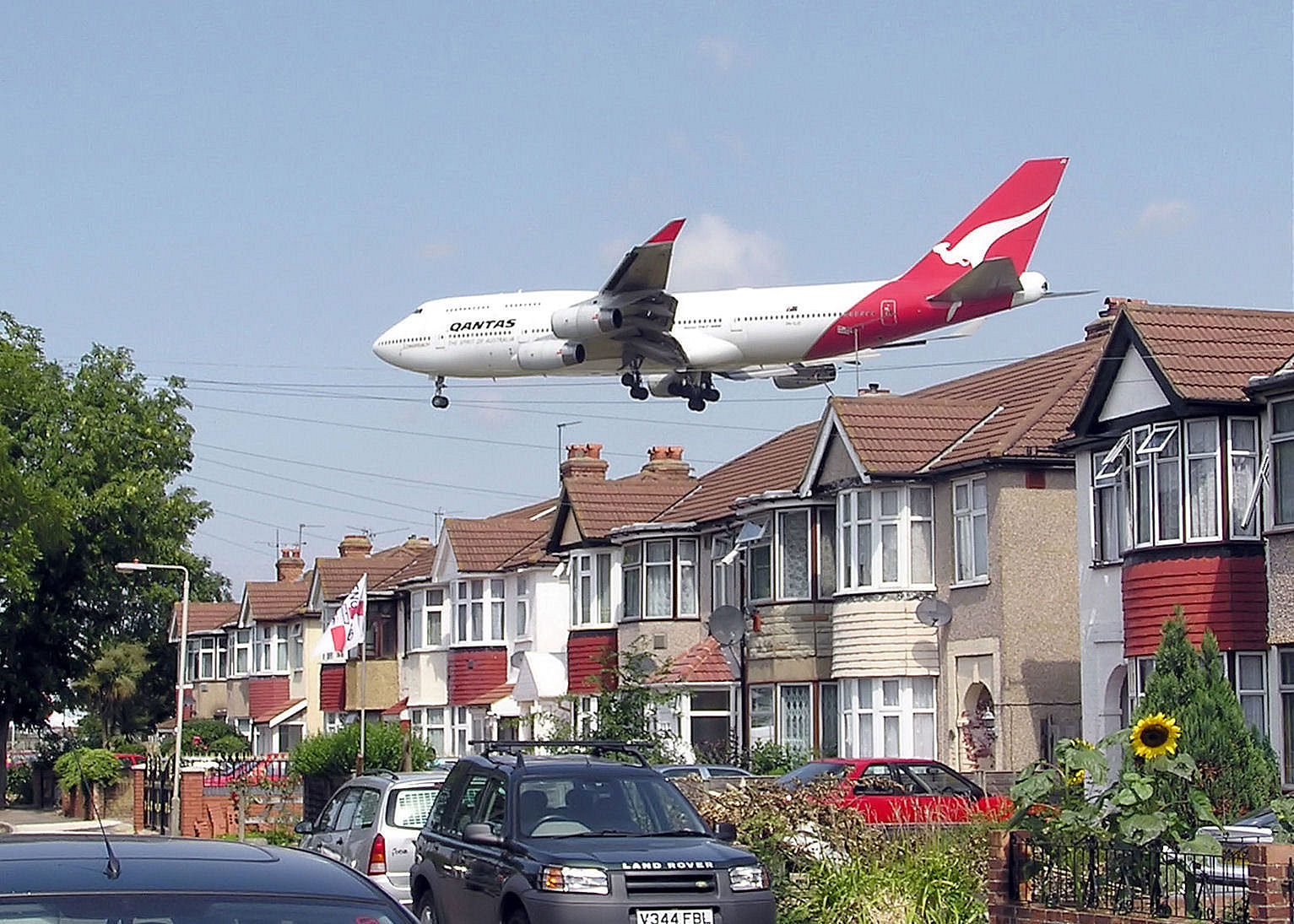
طائرة بوينغ 747-400 من شركة كانتاس تمر بالقرب من المنازل الواقعة على حدود مطار هيثرو بلندن، إنجلترا

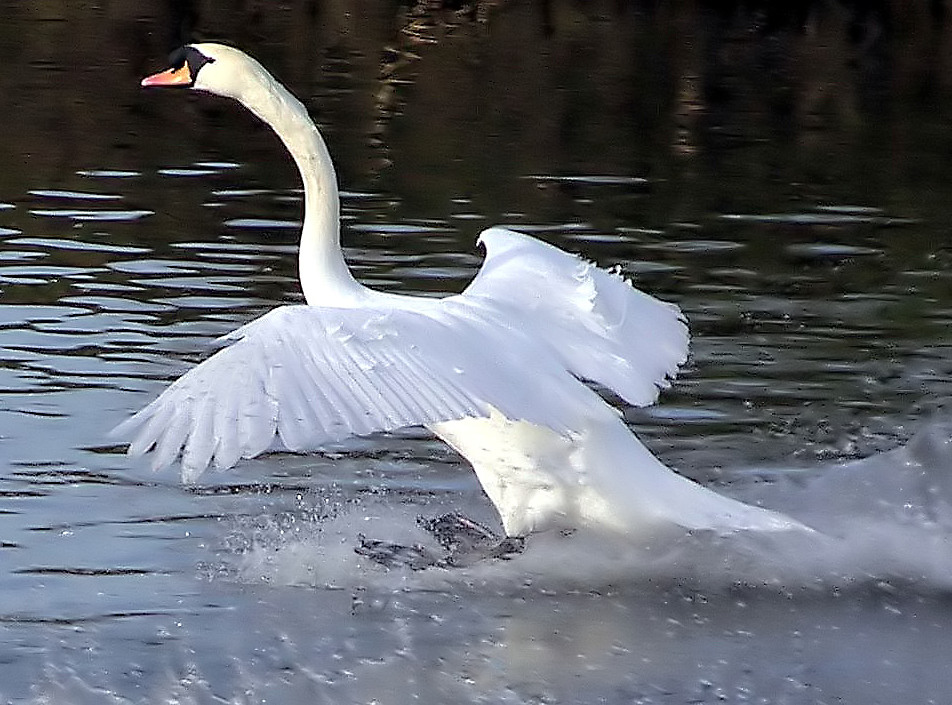
بجعة صامتة تنزل. لاحظ أن الريش المنتفش الموجود أعلى الأجنحة يشير إلى أن البجعة تطير بسرعة التوقف. يعمل الريش الممتد والمتطاير كمقويات رفع بنفس طريقة قلابات وسدفات الطائرة.

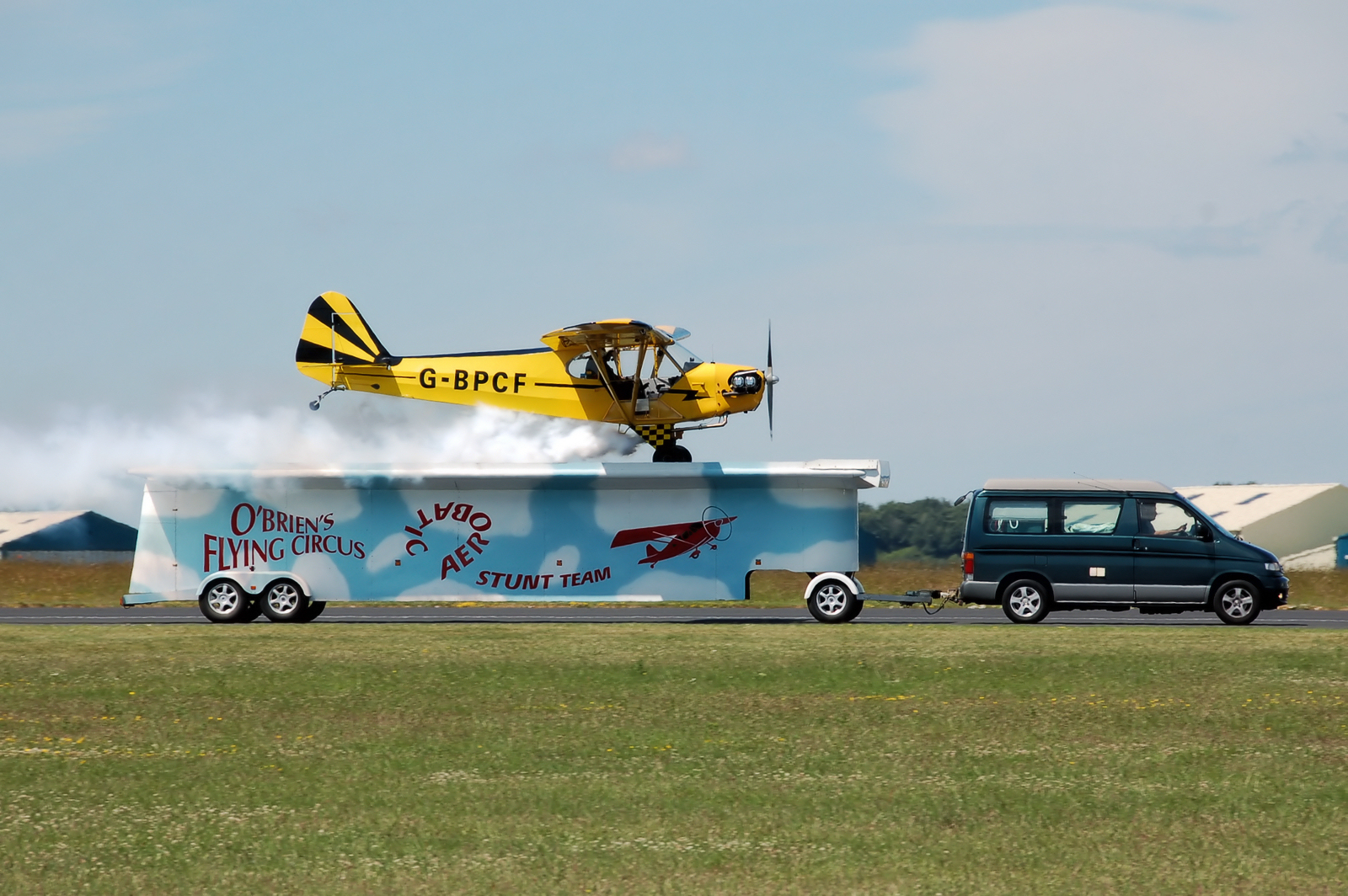
هبوط غير عادي يهبط بايبر جيه -3 سي-65 كب على مقطورة كجزء من معرض جوي.

الهبوط هو الجزء الأخير من الرحلة، حيث تعود طائرة أو مركبة فضائية (أو حيوانات) إلى الأرض. عندما يعود الجسم الطائر إلى الماء، تسمى هذه العملية بالنزول، على الرغم من أنها تسمى عادةً «الهبوط» و «الهبوط» أيضًا. ستشمل رحلة الطائرة العادية عدة أجزاء من الرحلة بما في ذلك سيارات الأجرة والإقلاع والتسلق والرحلات البحرية والنزول والهبوط.

#### إقلاع وهبوط قصير (STOL)
ستول (STOL) هي اختصار للإقلاع القصير والطائرات ذات متطلبات مدارج قصيرة جدًا.

#### إطلاق بالمنجنيق واعتقال بالاسلاك (CATOBAR)

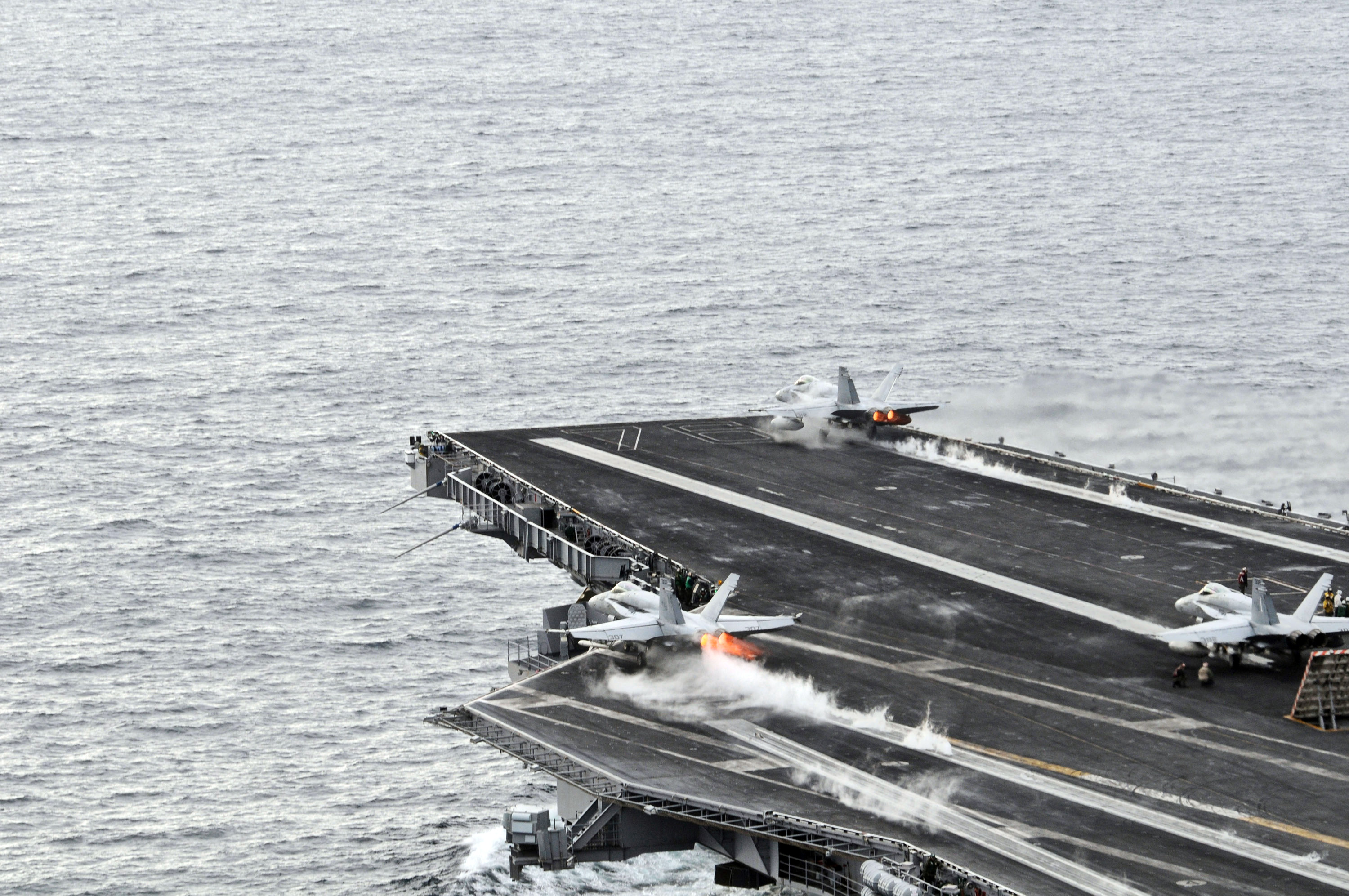
إطلاق المنجنيق على متن يو إس إس رونالد ريغان

"كاتوبار" (CATOBAR) (الإقلاع بمساعدة المنجنيق ولكن الاسترداد الموقوف) هو نظام يستخدم لإطلاق واستعادة الطائرات من سطح حاملة طائرات. بموجب هذه التقنية، يتم إطلاق الطائرة باستخدام المنجنيق والهبوط على السفينة (مرحلة الاسترداد) باستخدام أسلاك مانعة.
على الرغم من أن هذا النظام أكثر تكلفة من الطرق البديلة، إلا أنه يوفر مرونة أكبر في عمليات الناقل، لأنه يسمح للسفينة بدعم الطائرات التقليدية. يمكن للطرق البديلة للإطلاق والاسترداد فقط باستخدام طائرات ذات قدرة ستوفل أو ستوبار.

#### إقلاع قصيرة واسترداد بالقبض (ستوبار)
ستوبار (STOBAR) (إقلاع قصيرة واسترداد بالقبض) هو نظام يستخدم لإطلاق واستعادة الطائرات من سطح حاملة طائرات، ويجمع بين عناصر كل من ستوفل (STOVL) (الإقلاع القصير والهبوط العمودي) وكاتوبار (CATOBAR) (الإقلاع بمساعدة المنجنيق وهبوط بالحجز والقبض).

### مركبة فضائية (HTHL)
الإقلاع الأفقي، والهبوط الأفقي (HTHL) - هو وضع التشغيل لأول طائرة فضائية تجارية خاصة، والمركبات المتدرجة ذات المرحلتين إلى الفضاء من المستوى الأول من مجموعة (Ansari X-Prize) سبيس شيب وان / (WhiteKnightOne). يتم استخدامه أيضًا لمجموعة (Tier 1b) سبيس شيب تو / وايت نايت تو القادمة. ومن الأمثلة البارزة على استخدامه برنامج نورث أمريكان إكس-15. في هذه الأمثلة، يتم نقل المركبة الفضائية إلى ارتفاع على «السفينة الأم» قبل الإطلاق. المقترحات الفاشلة لاستبدال مكوك الفضاء التابع لناسا، استخدمت روكويل إكس-30 «ناساب» (NASP) طريقة التشغيل هذه ولكن تم تصورها كمرحلة واحدة للدوران.
كانت طائرة لينكس الصاروخية عبارة عن طائرة فضائية (HTHL) شبه مدارية طورتها شركة اكسكور ايروسبيس (XCOR Aerospace) والتي كان من المقرر أن تبدأ اختبار الطيران في الغلاف الجوي في أواخر عام 2011. ومع ذلك، بعد العديد من التأخيرات، أفلست اكسكور ايروسبيس في عام 2017 دون إنهاء نموذج أولي.
Reaction Engines Skylon هي شركة تصميم تابعة لمشروع تصميم (بريتش هوتول) («الإقلاع والهبوط الأفقي» في الثمانينيات، وهي طائرة فضائية (HTHL) في المراحل الأولى من التطوير في المملكة المتحدة.
تم تقديم كل من طائرة لينكس الصاروخية وسبيس شيب تو إلى وكالة ناسا لنقل حمولات أبحاث شبه مدارية استجابة لطلب ناسا لمركبة الإطلاق شبه المدارية القابلة لإعادة الاستخدام (sRLV) في إطار برنامج عمليات الطيران التابع لناسا.
ومن الأمثلة المبكرة على ذلك طائرة اختبار الغلاف الجوي نورثروب إتش إل-10 في الستينيات حيث يرمز (HL) إلى «هبوط أفقي» (Horizontal Lander) 

## إقلاع وهبوط عمودي
تُستخدم مصطلحات مختلفة للإقلاع والهبوط اعتمادًا على مصدر الدفع المستخدم. يستخدم (VTVL) الصواريخ، بينما تستخدم إقلاع وهبوط عمودي (VTOL) الهواء، مدفوعًا عبر نوع من نظام الدوار.

### الطائرات (VTOL)
تشتمل طائرات الإقلاع والهبوط العمودي (VTOL) على طائرات ثابتة الأجنحة يمكنها التحليق والإقلاع والهبوط عموديًا بالإضافة إلى طائرات الهليكوبتر والطائرات الأخرى المزودة بدوارات تعمل بالطاقة، مثل المروحيات. المصطلحات المستخدمة في المركبات الفضائية والصواريخ هي (VTVL) (الإقلاع العمودي مع الهبوط العمودي). يمكن أن تعمل بعض طائرات (VTOL) في أوضاع أخرى أيضًا، مثل الإقلاع والهبوط التقليدي (CTOL) و/أو الإقلاع والهبوط القصير (STOL) و/أو ستوفل (STOVL) (الإقلاع القصير والهبوط العمودي). البعض الآخر، مثل بعض طائرات الهليكوبتر، لا يمكن أن تعمل إلا بواسطة (VTOL)، بسبب افتقار الطائرة إلى معدات الهبوط التي يمكنها التعامل مع الحركة الأفقية. «فيتول» (VTOL) هي مجموعة فرعية من إقلاع وهبوط عمودي/قصير(V/STOL).
إلى جانب المروحية المنتشرة في كل مكان، يوجد حاليًا نوعان من طائرات (VTOL) في الخدمة العسكرية: الطائرات التي تستخدم المروحة المائلة، مثل بيل بوينغ في-22 أوسبري، والطائرات التي تستخدم الدفع النفاث الموجه مثل عائلة هارير. في القطاع المدني حاليًا، لا تستخدم سوى طائرات الهليكوبتر بشكل عام (تم اقتراح بعض الأنواع الأخرى من طائرات (VTOL) التجارية وهي قيد التطوير اعتبارًا من عام 2017).

### صاروخ (VTVL)
الإقلاع العمودي، الهبوط العمودي (Vertical takeoff, vertical landing) أختصاراً (VTVL) هو شكل من أشكال الإقلاع والهبوط للصواريخ. حلق العديد من مركبات (VTVL). يعتبر صاروخ (VTVL) الأكثر شهرة ونجاحًا تجاريًا هو المرحلة الأولى من سبيس إكس فالكون 9.
تم تطوير تقنيات (VTVL) بشكل كبير باستخدام الصواريخ الصغيرة بعد عام 2000، ويرجع ذلك جزئيًا إلى مسابقات الجوائز التحفيزية مثل («تحدي المسبار القمري» (Lunar Lander Challenge). تم تطوير صواريخ (VTVL) الصغيرة الناجحة بواسطة ماستن لأنظمة الفضاء وأرماديلو ايروسبيس وغيرها.

## إقلاع عمودي وهبوط أفقي

### الطائرات (VTOHL)
في مجال الطيران، يوجد مصطلح (VTOHL) («الإقلاع العمودي والهبوط الأفقي») بالإضافة إلى العديد من الأنواع الفرعية الخاصة بالطيران (VTOHL): VTOCL و VTOSL و VTOBAR.

#### نظام الإطلاق الصفري
كان نظام الإطلاق ذو الطول الصفري أو نظام الإقلاع ذو الطول الصفري (ZLL، ZLTO، ZEL، ZELL) عبارة عن نظام يتم بموجبه وضع الطائرات المقاتلة والطائرات الهجومية على صواريخ متصلة بمنصات إطلاق متنقلة. أجريت معظم تجارب الإطلاق الصفرية في الخمسينيات من القرن الماضي، خلال الحرب الباردة.

### مركبة فضائية (VTHL)
الإقلاع العمودي، الهبوط الأفقي (VTHL) هو طريقة التشغيل لجميع طائرات الفضاء المدارية الحالية والتي كانت تعمل سابقًا، مثل بوينغ إكس 37 ومكوك الفضاء التابع لناسا ومكوك الفضاء السوفيتي بوران عام 1988، وكذلك حوالي 1960 القوات الجوية الأمريكية مشروع بوينغ إكس-20 داينا-سور. بالنسبة لمركبات الإطلاق، فإن ميزة (VTHL) على (HTHL) هي أن الجناح يمكن أن يكون أصغر، لأنه يجب أن يحمل وزن هبوط المركبة فقط، بدلاً من وزن الإقلاع.
كانت هناك العديد من مقترحات (VTHL) الأخرى التي لم تطير أبدًا بما في ذلك مكوك الفضاء التابع لناسا والذي اقترح استبدال لوكهيد مارتن إكس-33 وفينشر ستار. كانت الطائرة الفضائية المفاهيمية لوكالة ناسا في التسعينيات، نظام إطلاق الأفراد HL-20 (HL تعني "Horizontal Lander")، كانت (VTHL)، كما كان مشتقًا حوالي 2003 من (HL-20)، مفهوم طائرة الفضاء المدارية.
اعتبارًا من مارس 2011، كانت طائرتان فضائيتان تجاريتان (VTHL) في مراحل مختلفة من الاقتراح / التطوير، وكلاهما خلفان لتصميم (HL-20). شركة سييرا نيفادا كوربوريشن مركبة الحلم الفضائية تتبع خط القالب الخارجي لـ (HL-20) السابق. كانت شركة أوربيتال ساينسيز بروميثيوس المقترحة في حوالي عام 2011 عبارة عن طائرة فضائية ذات جسم رفع مختلط اتبعت خط القالب الخارجي لطائرة الفضاء المدارية حوالي عام 2003، وهي نفسها مشتق من (HL-20)؛ ومع ذلك، لم يتلق بروميثيوس أي عقود من وكالة ناسا وأعلنت أوربيتال أنها لن تسعى إلى مزيد من التطوير.
درس مركز الفضاء الألماني معززات (VTHL) Liquid Fly-back Boosters التي يمكن إعادة استخدامها منذ عام 1999. كان الهدف من التصميم أن يحل محل معززات الصواريخ الصلبة آريان 5. برنامج نظام التعزيز القابل لإعادة الاستخدام، الذي تموله الحكومة الأمريكية، بقيمة 250,000,000 مليون دولار أمريكي، والذي بدأته القوات الجوية الأمريكية في عام 2010، حدد متطلبًا عالي المستوى بأن يكون التصميم (VTHL)، ولكن توقف التمويل بعد عام 2012.
في عام 2017، اختارت (DARPA) تصميم (VTHL) لـ XS-1.

## إقلاع أفقي وهبوط عمودي
الإقلاع الأفقي والهبوط العمودي (HTVL) هو المكافئ في رحلات الفضاء لطيران (HTOVL) (وأنواعه الفرعية CTOVL وستوفل (STOVL) و CATOVL). لم يتم استخدام وضع التشغيل هذا، ولكن تم اقتراحه لبعض الأنظمة التي تستخدم نظام الإطلاق على مرحلتين للدوران مع المرحلة الأولى على أساس الطائرة، ومركبة العودة على شكل كبسولة. واحدة من مركبات مفهوم (HTVL) القليلة هي مركبة الفضاء المفاهيمية من الستينيات Hyperion SSTO، التي صممها فيليب بونو.

## تكوينات متعددة الأوضاع
المركبات التي تستخدم أكثر من وضع موجودة أيضًا.

### هبوط وإقلاع قصير / عمودي (V/STOL)
الطائرات العمودية و/أو قصيرة الإقلاع والهبوط (V/STOL) القادرة على الإقلاع أو الهبوط عموديًا أو على مدارج قصيرة. الإقلاع والهبوط العمودي (VTOL) يشمل الطائرات التي لا تتطلب مدارج على الإطلاق. بشكل عام، يجب أن تكون طائرة (V/STOL) قادرة على التحليق؛ لا تعتبر طائرات الهليكوبتر عادة تحت تصنيف (V/STOL).
إن الإقلاع المتدحرج، أحيانًا باستخدام منحدر (قفزة تزلج)، يقلل من مقدار الدفع المطلوب لرفع طائرة من الأرض (مقارنة بالإقلاع العمودي)، وبالتالي يزيد الحمولة الصافية والمدى الذي يمكن تحقيقه لدفع معين. على سبيل المثال، هارير غير قادر على الإقلاع عموديًا بأسلحة كاملة وحمولة وقود. ومن ثم فإن طائرات (V/STOL) تستخدم بشكل عام مدرجًا إذا كان متاحًا. بمعنى آخر يُفضل تشغيل الإقلاع القصير والهبوط العمودي (STOVL) أو الإقلاع والهبوط التقليدي (CTOL) على تشغيل (VTOL).
تم تطوير (V/STOL) للسماح بتشغيل الطائرات النفاثة السريعة من الأراضي المقسومة في الغابات، ومن مدارج قصيرة جدًا، ومن حاملات الطائرات الصغيرة التي كانت في السابق قادرة فقط على حمل طائرات الهليكوبتر.
الميزة الرئيسية لطائرات (V/STOL) هي وجود قواعد أقرب للعدو، مما يقلل من وقت الاستجابة ومتطلبات دعم الناقلات. في حالة حرب الفوكلاند، سمحت أيضًا بغطاء جوي مقاتل عالي الأداء وهجوم أرضي بدون حاملة طائرات كبيرة مزودة بمنجنيق.
أحدث طائرات (V/STOL) هي إف-35 بي، والتي دخلت الخدمة في عام 2015.